# Vivian Wu
Vivian Wu (nascida Wu Junmei; chinês simplificado: 邬君梅; chinês tradicional: 鄔君梅; nascida em 5 de fevereiro de 1966) é uma atriz americana. Estrelando uma variedade de produções norte-americanas e chinesas, sua grande chance veio em 1987, quando ela apareceu no filme biográfico The Last Emperor. Mais tarde, ela estrelou os filmes Iron & Silk (1990), The Guyver (1991), Heaven & Earth (1993), Teenage Mutant Ninja Turtles III (1993), The Joy Luck Club (1993) e, mais notavelmente, desempenhando os papéis principais em The Pillow Book (1996) e Song jia huang chao (1997). Em 2020, ela estrelou como Dra. Lu Wang na série dramática de ficção científica da Netflix Away, enquanto em 2023, ela interpretou Vivian Zhu na série de comédia de mistério e assassinato da Apple TV+ The Afterparty.

## Vida pregressa
Wu Junmei nasceu em Xangai, China. Wu é filha de Zhu Manfang, uma das principais atrizes da China durante as décadas de 1940 e 1950. Ela estudou na Shanghai Shixi High School e começou a atuar aos 16 anos no Shanghai Film Studio. Em 1987, ela frequentou a Universidade do Pacífico do Havaí, estudando turismo.

## Carreira
Em 1985, Wu recebeu uma audição para o papel de Wenxiu no filme de Bernardo Bertolucci de 1987, The Last Emperor. Seis meses depois, ela foi escolhida para o papel, fazendo sua estreia no cinema. Wu estrelou o filme dramático Shadow of China (1989), dirigido e co-escrito por Mitsuo Yanagimachi, seguido pela comédia de ação Iron & Silk (1990). No ano seguinte, ela apareceu no filme de comédia de super-heróis mal recebido The Guyver com Mark Hamill. Ela foi escolhida pela People como uma das 50 pessoas mais bonitas do mundo em 1990.
Wu ganhou alguns elogios da crítica após aparecer em The Joy Luck Club (1993), dirigido por Wayne Wang, e interpretar o papel principal no filme de drama erótico The Pillow Book (1996). Wu também interpretou Mitsu no filme Teenage Mutant Ninja Turtles III de 1993. Ela interpretou a figura histórica de Soong Mei-ling nos filmes Song jia huang chao (1997) e Jian guo da ye (2009), bem como na série de televisão de 2011 Departed Heroes. Como May-Lin Eng em Eve and the Fire Horse (2005), Wu recebeu uma indicação ao Genie Award.
Além de filmes, Wu trabalhou na televisão, fazendo participações especiais em programas como The Untouchables, L.A. Law, Tales from the Crypt, Highlander: The Series, JAG, Murder, She Wrote, F/X: The Series, ER, e Ghost Whisperer. Ela foi uma dos quatro jurados originais do World's Got Talent da Hunan TV.
Wu também estrelou o videogame de ação live action Supreme Warrior (1994) e apareceu no videogame Indiana Jones and the Emperor's Tomb como Mei Ying.
Em 2020, Wu fez seu retorno às produções de Hollywood após quase 25 anos com um papel principal como a astronauta chinesa Lu Wang no drama de ficção científica da Netflix Away, ao lado de Hilary Swank.

## Vida pessoal
Wu se casou com o diretor e produtor americano de origem cubana Oscar Luis Costo em 1994. Mais tarde, ela se tornou cidadã dos Estados Unidos.

## Filmografia

### Cinema
- The Last Emperor (1987)
- Iron & Silk (1990)
- Shadow of China (1990)
- The Guyver (1991)
- Heaven & Earth (1993)
- Teenage Mutant Ninja Turtles III (1993) como Mitsu
- The Joy Luck Club (1993)
- Vanishing Son (TV; 1994)
- Woman Rose (1996)
- The Pillow Book (1996)
- Song jia huang chao (1997)
- A Bright Shining Lie (1998; Telefilme)
- The Legend of Pig Eye (1998)
- Blindness (1998)
- 8½ Women (1999)
- Dinner Rush (2000)
- Roses Are Red (2000)
- Red Skies (2002)
- Encrypt (2003)
- Mei ren yi jiu (2005)
- Kinamand (2005)
- Eve and the Fire Horse (2005)
- Shang Hai hong mei li (2006)
- Tao hua yun (2008)
- Jian guo da ye (2009)
- Shanghai Blue (2010)
- Snow Flower and the Secret Fan (2011)
- The Story of a Piano (2011)
- Yuan qu de fei ying (2011)
- Cha wu ci ren (2012)
- Judge Zhan (2012)
- Gong suo Chenxiang' (2013)
- Bu ru qi de nu ren (2013)
- Yi hao mu biao (2014)
- Jīnyù Liángyuán (2014)
- Wo shi nü wang (2015)
- Du Lala zhui hun ji (2015)
- Everybody's Fine (2016)
- Liu ren wan can (2017)
- Feng huo fang fei (2017)
- Cha Cõng Con (2017)
- Bei shang ni liu cheng he (2018)
- Wo men yong bu yan qi (2019)
- Dead Pigs (2019)

### Séries de televisão
- Millennium - "Siren" (1998)
- Dwelling Narrowness (2009)
- Strange World  (1999 - 2000)
- Highlander: The Series (1994) May-ling Shen
- Secret Agent Man (2000) "Tio SAM" Ling #1
- JAG  “Deja Vu” (1995) Angelique Sonsiri
- Tales from the Crypt "Comes the Dawn" (1995) Jeri Drumbeater
- Murder, She Wrote "Kendo Killing" (4 de janeiro de 1996) Miko Ishida
- Wǒ de Qiánbànshēng (2017)
- Ruyi's Royal Love in the Palace (2018)
- Qin Dynasty Epic (2019)
- Away (2020)
- Station 19 (2021)
- Irma Vep (2022)
- The Afterparty (2023)

### Video games
- Supreme Warrior (1995) como Yu Ching
- Indiana Jones and the Emperor's Tomb (2003)